# Candle of Life
Candle of Life is een lied geschreven door bassist en zanger John Lodge van en voor The Moody Blues.
Het lied werd opgenomen op het conceptalbum To Our Children's Children's Children, dat handelt over ruimtereizen. Geoff Feakes constateerde dat met name gitarist Justin Hayward en bassist John Lodge in tegenstelling tot de andere drie leden dat thema los hanteerden. Hij waagde zich dan ook niet aan een verklaring hoe Candle of Life binnen ruimtereizen moet passen of het moet zijn dat we op deze Aarde eigenlijk allemaal samen alleen zijn (“Something outside says we’re lonely”). Het is meer een oproep tot liefde in het algemeen ("So love everybody"). Hayward zingt de coupletten en zingt samen met Lodge het refrein. Opvallende partij in dit nummer is weggelegd voor Mike Pinder, hier zowel op mellotron als op piano in het middenstuk.
Candle of Life werd minstens twee keer gebruikt als B-kant van een single, echter niet bij Watching and Waiting bij dit album. Internationaal werd het B-kant van wereldhit Question (TH4), in sommige Europese landen ook van Melancholy Man (TH5), dat nergens een hit werd.